# Аверьянов, Александр Николаевич
Алекса́ндр Никола́евич Аверья́нов (1 октября 1948, Владивосток — 15 июня 2021, Москва) — советский футболист, советский и российский футбольный тренер. Мастер спорта СССР, заслуженный тренер РСФСР.

## Карьера

### Клубная
Уроженец Владивостока. Начал играть в 12 лет в юношеской команде «Шахтер» (Горловка). С 14-летнего возраста проживал в Николаеве, учился футболу в николаевской ДЮСШ № 3. Далее выступал за одесский «Черноморец». Победитель юношеских турниров УЕФА 1966 и 1967 годов.

#### «Судостроитель»
В «Судостроителе» Аверьянов выступал трижды 1969—1971, 1973—1974, 1976. В чемпионатах СССР провёл 163 матча, забил 23 гола. В розыгрыше Кубка СССР 1969 года забивал в четвертьфинале московскому «Торпедо», участвовал в проигранном полуфинальном матче с львовскими «Карпатами». В составе «корабелов» чемпион УССР (1974), серебряный (1971) и бронзовый (1973) призёр чемпионата УССР. В 1974 году включался в число «22 лучших футболистов второй лиги» на позиции «правый полузащитник».

### Тренерская
Тренерскую карьеру начал в Узбекской ССР и проработал там с различными клубами 5 лет.

#### «Океан»
В 1989—1993 годах возглавил «Океан» Находка, с которым в 1989 году выиграл Кубок РСФСР, а в 1991 году вывел клуб в первую лигу чемпионата СССР. В 1992—1993 годах клуб выступал в высшей лиге чемпионата России.

#### «Крылья Советов»
1994 год самарские «Крылья» начали с новым тренером — Валерием Богдановым. Финансовые трудности и уход ряда основных игроков привели к тому, что в первых восьми играх победили лишь однажды и две игры свели вничью. После трёх подряд поражений Богданов подал в отставку, а клуб с апреля по май тренировал Анатолий Кикин. Перед матчем с московским «Торпедо» спасать команду назначили Аверьянова. В «Крылья Советов» пришли вратарь Александр Мартешкин, защитник Игорь Захаров, нападающий Мамука Минашвили. В августе вернулся ветеран Динар Шарипов. Аверьянов привёл в команду Андрея Резанцева, игравшего у него в «Океане» и «Пахтакоре», и своего сына Александра Аверьянова. С новым тренером команда из 19 матчей выиграла 5, а 9 свела к ничьей. По итогам чемпионата «Крылья Советов» заняли 13 место и сохранили прописку в Высшей лиге. В сезоне-1995 команда значительно обновилась и заняла предпоследнее место. От вылета «Крылья» спасло только расширение Высшей лиги до 18 команд. В 1996 году состав изменился мало, а новички, привлечённые тренером, хорошо проявили себя. Вратарь Юрий Шишкин отыграл в Самаре свои лучшие сезоны. Надёжно играл защитник Василий Мазур. Нападающий Анас Махлюф стал лучшим бомбардиром команды. «Крылья» хорошо начали чемпионат и некоторое время шли вторыми, а завершили сезон на 9 месте. 1997 стал самым удачным для Аверьянова в Самаре. Команда заняла в чемпионате 7 место, а в Кубке России дошла до полуфинала. В 1998 году «Крылья Советов» боролись за выживание, в чемпионате заняли 12 место. В следующем году новый президент клуба сменил Аверьянова на Александра Тарханова.

#### «Атырау»
В 2006 году (до июля) — главный тренер казахстанского клуба «Атырау».

#### «Газовик» (Оренбург)
27 июля 2006 года возглавил «Газовик» Оренбург, сменил на этом посту Бориса Синицына. Под его руководством команда трижды (2006, 2007, 2008) становилась серебряным призёром Второго дивизиона (зона «Урал-Поволжье») и в 2008 году вышла в 1/16 финала Кубка России, где в серии пенальти проиграла «Крылья Советов». На тот момент это было высшим достижением в истории клуба.

#### «Динамо» (Санкт-Петербург)
С 23 декабря 2009 года — главный тренер клуба «Динамо» Санкт-Петербург. Из-за разногласий с руководством проработал в команде недолго, покинул её по собственному желанию 15 апреля 2010 года.

#### «Андижан»
В январе 2012 года возглавил узбекский клуб «Андижан», выступавший в Высшей лиге Узбекистана. Аверьянов уже возглавлял эту команду в 1984 и 1986—1987 годах. Аверьянов возглавил команду, занявшую в сезоне-2011 12 место. 22 августа 2012, после крупного поражения от клуба «Шуртан», Аверьянов покинул команду. Новый тренер не смог сохранить «Андижану» прописку в Высшей лиге.

#### «Орёл»
К 9-му туру ФК «Орёл» набрал в чемпионате всего два очка, и главный тренер Игорь Лузякин подал в отставку. 5 сентября 2012 года Александр Аверьянов сменил его на посту главного тренера. Контракт был рассчитан на два года, а тренеру поставлена задача вывести команду с последнего места. К приходу Аверьянова в команде второй сезон играл его младший сын Николай. Аверьянов дозаявил шестерых футболистов (Антона Бобылева, Александра Васюкова, Игоря Вознесенского, Дмитрия Ивченко, Владимира Мазова и Сергея Устрехова). С новым тренером «Орёл» проиграл пять матчей подряд, затем выиграл у курского «Авангарда». В последнем матче 2012 года «Орёл» сыграл вничью с «Калугой» и ушёл на зимний перерыв на предпоследнем месте, с 6 очками в активе. По итогам сезона 2012/2013 ФК «Орёл» под руководством Александра Аверьянова занял последнее, 16 место. По спортивному принципу команда должна была покинуть 2 дивизион. Но руководство ПФЛ и РФС оставило клуб в той же зоне на сезон 2013/2014 гг.
Аверьянов остался главным тренером команды и при этом заявил, что в этом сезоне он ответственен за результаты, так как перед началом сезона именно он комплектовал команду. На пресс-конференции после матча ФК «Орёл» — «Факел» Воронеж 1:3 назвал сайт болельщиков ФК «Орёл» — сайтом врагов Орла, аргументировав высказывание «присутствием негатива на ресурсе» (в его сторону). До этого Аверьянов завершил сезон с ФК «Орёл» на 16 месте из 16, а в новом сезоне потерпел четыре поражения из пяти. В ответном обращении администратор сайта от имени оскорблённых болельщиков высказал пожелание Аверьянову «выиграть хотя бы пару матчей, и весь негатив пропадет».
После поражения 9 августа в 5 туре от воронежского «Факела» (1:3) отстранён от работы в клубе. ФК «Орёл» потерпел четыре поражения подряд из пяти и занимал предпоследнюю строчку в турнирной таблице.
12 августа 2013 г. решением директора ФК «Орёл» Александра Родина отправлен в отставку.

#### «Знамя Труда»
В феврале 2015 года был назначен главным тренером российского клуба второго дивизиона зоны «Запад» «Знамя Труда» Орехово-Зуево. На этом посту он сменил Галимджана Хайрулина, который перешёл на работу в костромской «Спартак». В 2015 году команда под руководством Александра Аверьянова заняла последнее, 16-е место в зоне «Запад».

#### СШ «Юность Москвы», «Кунцево»
С 2017 по 2021 годы — тренер в СШ «Юность Москвы», с апреля 2019 по 2021 годы — главный тренер команды «Кунцево», принимающей участие в чемпионате Москвы среди ЛФК, дивизион «Б».

## Достижения
- В высшей лиге чемпионата СССР провёл 178 игр и забил 25 голов.
- Чемпион Европы среди юношей: 1966, 1967
- Финалист Кубка СССР 1975

## Семья
Его старший сын Александр Аверьянов — футболист. Часто играл за клубы, в которых отец был тренером:
- 1986—1987 — «Пахтакор» (Андижан)
- до июля 1988 — «Металлург» (Алмалык)
- 1990—1994 — «Океан» (Находка)
- 1994—1998 — «Крылья Советов» (Самара)

Младший сын Николай — полузащитник, играл под руководством отца в оренбургском «Газовике», «Динамо» СПб, ФК «Орёл» и «Знамя Труда».
В 2010 году Аверьянову был поставлен тяжёлый диагноз и обнаружена киста печени.

## Смерть
Скончался 15 июня 2021 года в возрасте 72 лет.